# Johann Michael Szeberinyi
Johann Michael Szeberinyi (* 16. Februar 1825 in Schemnitz, Königreich Ungarn; † 21. Januar 1915 Wien), (auch Szeberényi oder Szeberiny) war evangelisch-lutherischer Pfarrer in Ungarn, Garnisonsprediger (Militär-Superintendent) in der Schwarzspanierkirche im 9. Wiener Gemeindebezirk und Professor der Theologie an der Evangelisch-Theologischen Fakultät in Wien.

## Leben
Szeberinyi entstammte einer slowakischen Familie mit magyarophiler Neigung und wurde als Sohn des Pfarrers und späteren Superintendenten der Montan-Diözese Schemnitz Johann Szeberinyi und der Pfarrerstochter Esther Szeberinyi (geb. Podhraczky de Nemes Podhradj) geboren. Er wuchs dreisprachig (Slowakisch, Ungarisch, Deutsch) auf.
Er besuchte das Distriktual-Gymnasium in Schemnitz und fing 1842 ein Jurastudium am Kollegium in Prešov an. Er wechselte relativ bald zur Philosophie und Theologie und schloss mit dem Examen pro candidatura bei seinem Vater und bei Superintendent Paul Josephy ab. Anschließend setzte er 1845 sein Studium zuerst an der Universität Jena unter den Professoren Guyet, Hase, Reinhold, Rückert, Schwarz, Stoy, Weißenborn und Wolff und später an der Universität Berlin unter Hengstenberg, Neander, Dove, Ritter, Strauß und Trendelenburg fort. Im letzten Semester gewann er für eine von der theologischen Fakultät ausgestellte Preisaufgabe mit der Arbeit Comperetur nobis ecclesia Scriptura sacra cum notione ecclesia in libris Symbolicis den zweiten Preis.
Er kehrte 1847 in seine Heimat zurück, arbeitete zuerst für seinen Vater und wurde daraufhin Erzieher und Privatlehrer im Haus der Familie von Gosztonyi in der Nähe von Vác. Am 22. Mai 1849 wurde er von seinem eigenen Vater ordiniert und ging als deutscher Pfarrer nach Nagybörzsönyn (Deutsch-Pilsen), von wo er 1853 nach Egyház-Maróth wechselte. Nach dem Tod seines Vaters 1857 wurde er an dessen Stelle als Superintendent und Stadtpfarrer zurück nach Schemnitz berufen.
Er setzte sich für das 1859 ergangene königliche Protestantenpatent ein und war bestrebt, seine Gemeinde im Sinne dieses Patents zu koordinieren und der neugegründeten Patentalsuperintendenz des Superintendenten Karol Kuzmány anzuschließen. Seine Vorstellungen waren damit allerdings diametral zur Einstellung seiner Gemeinde, die ihn wiederholt aufforderte, entweder zu den Gegnern des Patents („Autonomisten“) zu wechseln oder von der Pfarrstelle zu resignieren. Er lehnte es ab, die Ziele des Patents preiszugeben und „die Sache der höchsten Staats-Auctorität zu verrathen“.
Szeberinyi wurde im Frühling 1859 von der evangelisch-lutherischen Superintendenz zum Konsistorialrat gewählt und 1860 als Garnisonsprediger nach Wien an die Schwarzspanierkirche berufen, dieser Wechsel nach Wien befreite ihn aus diesem Konflikt.
Als Professor Karol Kuzmány 1863 seine Lehrtätigkeit an der (damals noch selbständigen) Evangelisch-Theologischen Fakultät in Wien beendete, wurde Szeberinyi mit der Supplierung der praktisch-theologischen Lehrveranstaltungen beauftragt und aufgrund seiner loyalen Haltung zum König während der Revolution 1848 mit der allerhöchsten Entschließung vom 23. November 1863 (gegen den Widerstand des Professorenkollegiums, das Gerhard von Zezschwitz favorisiert hatte) zum ordentlichen Professor für Praktische Theologie und Kirchenrecht ernannt.
Szeberinyi wurde 1864 von der konservativ lutherischen Fakultät der Universität Rostock mit dem Ehrendoktorat ausgezeichnet und als Beirat im Reichskriegsministerium wurde ihm 1869 der Titel Militärsuperintendent verliehen.
Szeberinyi war Mitglied im Verein zur Abwehr des Antisemitismus, was ihm gegen Ende seiner Lehrtätigkeit die Feindschaft der deutschnationalen Studentenschaft einbrachte.
Er wurde 1895 emeritiert.

## Veröffentlichungen
- Der Pseudo-Protestantismus auf kirchenrechtlichem Gebiete, mit besonderer Berücksichtigung der protestantischen Kirchenverhältnisse Österreichs. Wilhelm Braumüller, Wien 1865.
- Festpredigt über Johannis Kap. X, V. 14.15.16. Am Tage der Einweihung der ersten k.k. evang. Garnisonskirche in Wien ... gehalten. Wilhelm Braumüller, Wien 1862. (Digitalisat).
- Antrittsrede. Wilhelm Braumüller, Wien 1863. (Digitalisat)
- A két protestáns hitfelekezet föderatiója a cs. és kir. hadseregben ... [Die Föderation der beiden protestantischen Konfessionskirchen in der k.k. Armee], 1869.